# Església de Sant Vicenç de Sarrià
L'església de Sant Vicenç de Sarrià és un temple neoclàssic situat a la plaça de Sarrià (Barcelona), catalogat com a bé cultural d'interès local.

## Història
La primera menció que es té de l'església de Sant Vicenç és del 987, una cinquantena d'anys després del primer cop que es troba esmentat el nom de Sarrià. El 1147 es consagrà un nou temple romànic al mateix lloc, i a partir del 1370 es reedificà en estil gòtic. El retaule major d'aquella església gòtica, pintat entre 1455 i 1460 per Jaume Huguet i el Mestre de Castelsardo, es conserva parcialment en el MNAC, és el retaule de Sant Vicenç. El 1578, Agustí Pujol va esculpir un altar barroc dedicat a la Mare de Déu del Roser, que encara és a l'església.
L'any 1779 es decidí dotar l'antiga vila d'una església de majors proporcions amb tres naus i s'encarregà el projecte al mestre de cases barceloní Josep Mas Dordal. Una Reial Cèdula d'Obres emesa l'any 1781 permeté l'inici d'unes obres que es perllongarien fins a l'any 1816. Tanmateix, l'església fou beneïda el 1789, quan es donaren per acabats els treballs de la façana principal, tot i quedant per erigir la torre nord. L'any 1936 l'arxiu i l'església foren incendiats i es destruí la seva decoració interior, inclòs el gran retaule major obrat per Nicolau Traver entre 1788 i 1793. Tanmateix al transsepte es conserva el retaule del Roser, una interessant obra salomònica tallada per Agustí Pujol entre 1617 i 1619. L'any 1940 l'arquitecte Lluís Bonet i Garí restaurà l'església i construí un nou tabernacle al presbiteri, decorat amb pintures al fresc de Josep Obiols i Palau.
Amb motiu de les obres del túnel i de l'estació de Reina Elisenda i per a reforçar els murs de l'església, es van dur unes obres que permeteren localitzar fragments ceràmics d'època medieval i moderna a l'antic hort de la rectoria. L'any 1972, a una fondària de mig metre per sota del paviment del carrer, es van posar al descobert una abundant quantitat d'ossos humans, probablement pertanyents al cementiri parroquial.

## Descripció
Es troba a la confluència del carrer Major de Sarrià i el passeig de la Reina Elisenda de Montcada. Disposa de tres façanes afrontades a ambdues vies i la placeta del Roser, i el transsepte i el presbiteri fan mitgera amb les parcel·les veïnes. L'accés principal es produeix des de la plaça de Sarrià.

### Exterior
Els exteriors de l'església, acabats amb un paredat ordinari i amb carreus regulars als angles permeten suposar que, projectualment, les façanes havien de presentar-se revestides amb morters. Aquest acabat, que en l'actualitat no s'observa, bé perquè s'ha perdut o bé perquè mai s'arribà a realitzar, no es produiria en el cos central de la façana principal, feta amb carreus regulars de pedra de Montjuïc treballats escultòricament.
La façana principal està dividida en tres cossos verticals: un cos central de pedra, flanquejat per dos cossos de superfície menor i aparença més esvelta. Coronant els dos cossos laterals es projectaren dos campanars de planta vuitavada dels quals només es construí el meridional i l'arrencament del septentrional, que restà inacabat. El cos central, que sobresurt lleugerament de l'aplom de la façana, mostra uns acabats petris de gran qualitat i es troba dividit en dos registres. Des del registre inferior es realitza l'accés principal a l'església per mitjà d'un gran portal allindanat flanquejat per dues pilastres corínties doblades, amb llur entaulament coronat per dues hídries flambejants. Al centre del dit entaulament, una petxina de pelegrí inscrita dins d'una corona de llorer recorda als visitants que l'església està inclosa dins del Camí de Mar de Santiago de Compostel·la. Sobre aquest entaulament hi reposa una fornícula de mig punt flanquejada per petites pilastres corínties doblades i coronada per un frontó semicircular que conté una imatge de marbre blanc de Sant Vicenç, amb els atributs del seu martiri. El registre inferior queda emmarcat per dues parelles de pilastres jòniques d'ordre gegant amb llur entaulament. El registre superior, que conté una rosassa circular sense traceria, es presenta emmarcat per dues parelles de pilastres toscanes que sostenen el frontó triangular que corona l'edifici. Rere aquest frontó es desenvolupa la coberta de l'edifici, consistent en una teulada a doble vessant.

### Interior
A l'interior es pot veure que es tracta d'una església de tres naus i cinc trams amb capelles laterals, transsepte amb cúpula al creuer i presbiteri carrat. La nau central, de majors dimensions que les laterals, està coberta per trams de voltes oblongues de mig punt, els arcs torals de les quals se sostenen sobre grans pilars de secció quadrada ornats en ordre corinti. Als peus del temple, des d'on es realitza l'accés, hi ha un nàrtex sotacor a la manera de les esglésies ignasianes. Les naus laterals son cobertes amb voltes de mocador. El creuer és coronat per una cúpula sobre petxines sense tambor. El presbiteri, tancat per una capçalera plana, conté un tabernacle esculpit i està totalment revestit amb pintures murals al fresc que representen la vida de Sant Vicenç. A banda i banda del presbiteri, alineades amb les naus laterals, hi ha dues capelles. Murs i voltes estan revestides amb morters i esgrafiats. Els capitells i els entaulaments es presenten policromats i daurats.
Les dimensions de l'església són les següents: la nau central fa 49,70 m de llagada (incloent la fondària de l'atri, 5,50 m) x 10,72 d'amplada i 17,70 d'alçada. L'amplada de les tres naus arriba a 20,76 m i la total, des del fons de les capelles laterals, a 24,21. El transsepte fa, respectivament: 23,73 x 10,69 x 18,15 m i la cúpula del creuer arriba als 24,54 m d'alçada.
A mà esquerra hi ha el baptisteri decorat amb pintures de Fornells Pla. També a la banda esquerra, a la zona del creuer, hi ha el retaule del Roser (1619) obra d'Agustí Pujol que va quedar molt afectat durant la Guerra Civil i fou refet el 1914. L'altar de la Puríssima està envoltat de pintures murals obra de Fornells i Pla. A l'altar major hi ha pintures al fresc de Josep Obiols, fill de Sarrià, que envolten Sant Vicenç. Al centre hi ha un baix relleu obra de l'escultor Rafael Solanic que representa l'escena dels deixebles d'Emaús. A l'altre costat de l'altar major hi ha l'altar del Santíssim.
Al creuer destaca el retaule de l'antic Convent de Santa Clara obra de l'escultor Andreu Sala. Abans d'arribar a l'església de Sarrià, aquest retaule va estar al Tinell i després va presidir la parròquia de Sant Jaume del carrer de Ferran.
Seguidament hi ha l'altar de la Mare de Déu de Montserrat amb pintures d'Adrià Gual i acabades pel seu deixeble, Lluís Pallarés. Les depulles del beat Pere Tarrés (1905-1950), metge i sacerdot reposen en un dels altars. Finalment, hi ha l'altar de Sant Josep, imatge que prové del monestir de Pedralbes.
El campanar neoclàssic data de 1818, és de planta gairebé quadrada (6,33 x 6,06) amb un segon cos vuitavat amb rellotge d'esfera, motllura, cel·la amb finestrals d'arc de mig punt, un a dada cara, cornisa motllurada i terrat amb balustrada. Les quatre campanes litúrgiques daten de 1940. A sobre del terrat i suspeses d'una estructura metàl·lica hi pengen dues campanes pels senyals horaris. El campanar té una escala de cargol de pedra picada, dona a un pis que comunica amb el cor, arriba fins a l'alçada de la teulada on hi ha la sortida. Té una alçada de 43,66 m.

## Organista
- Manuel Rodríguez Solana (des de 2016)

## Rectorologi[6]
- Vicenç Estadella (1899 a 1910)
- Ignasi Mercader (1911 a 1916)
- Joan Basany (1917 a 1941)
- Pere Solà (1941 a 1948)
- Ramon Godayol (1948 a 1957)
- Enric Colet (1957 a 1980)
- Felip Casañas (1981 a 1997)
- Manel Valls (1997 - 2016)[7]
- Salvador Bacardit i Fígols (2016 - 2020)
- Joan Obach (des de 2020)[8]